# Hraniční louka (přírodní rezervace)
Hraniční louka je přírodní rezervace poblíž obce Orlické Záhoří v okrese Rychnov nad Kněžnou. Oblast spravuje AOPK ČR Správa CHKO Orlické hory. Důvodem ochrany je rašelinná louka s bohatou květenou v nivě Černého potoka.

## Galerie

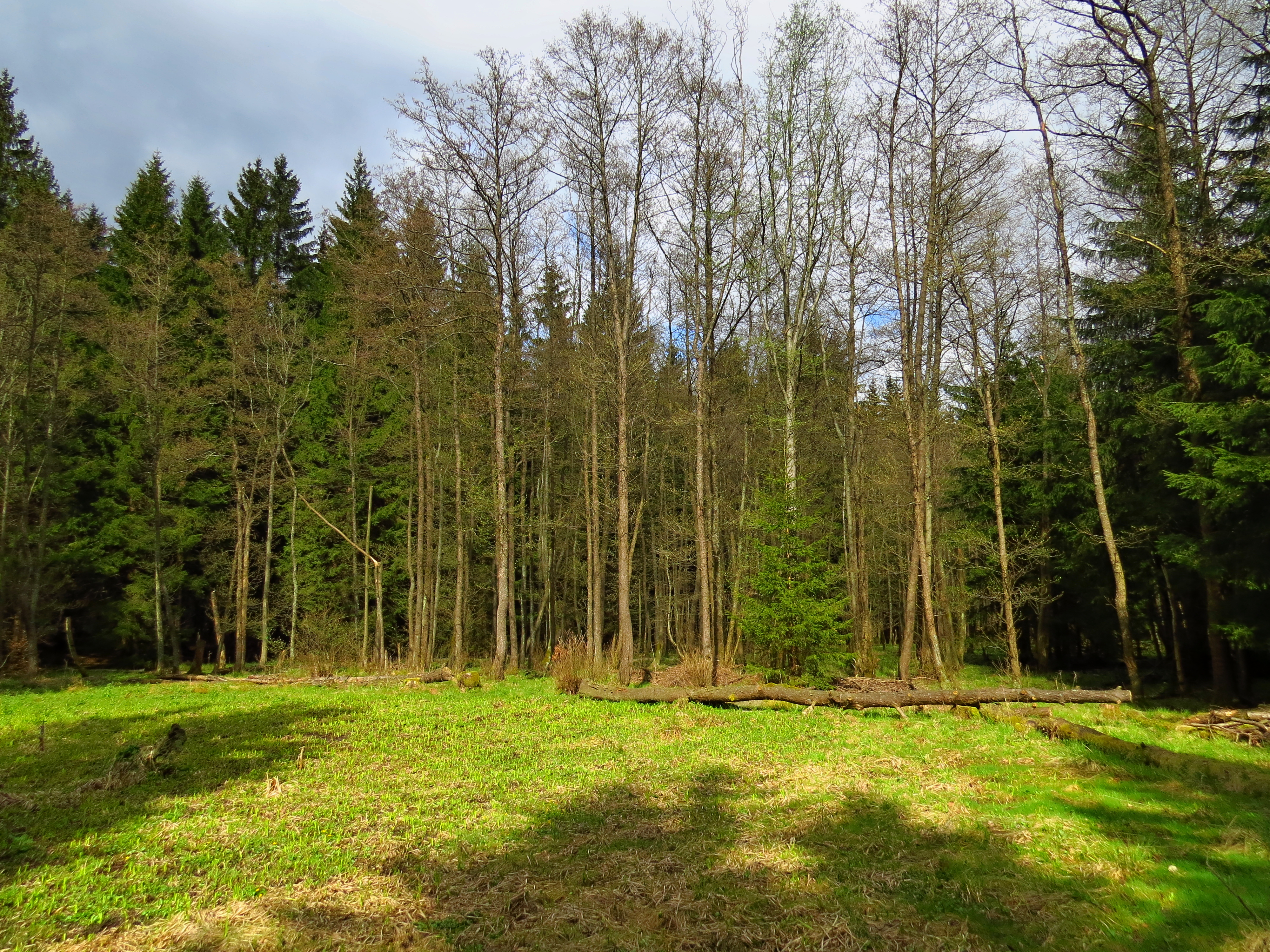
Rašelinná louka
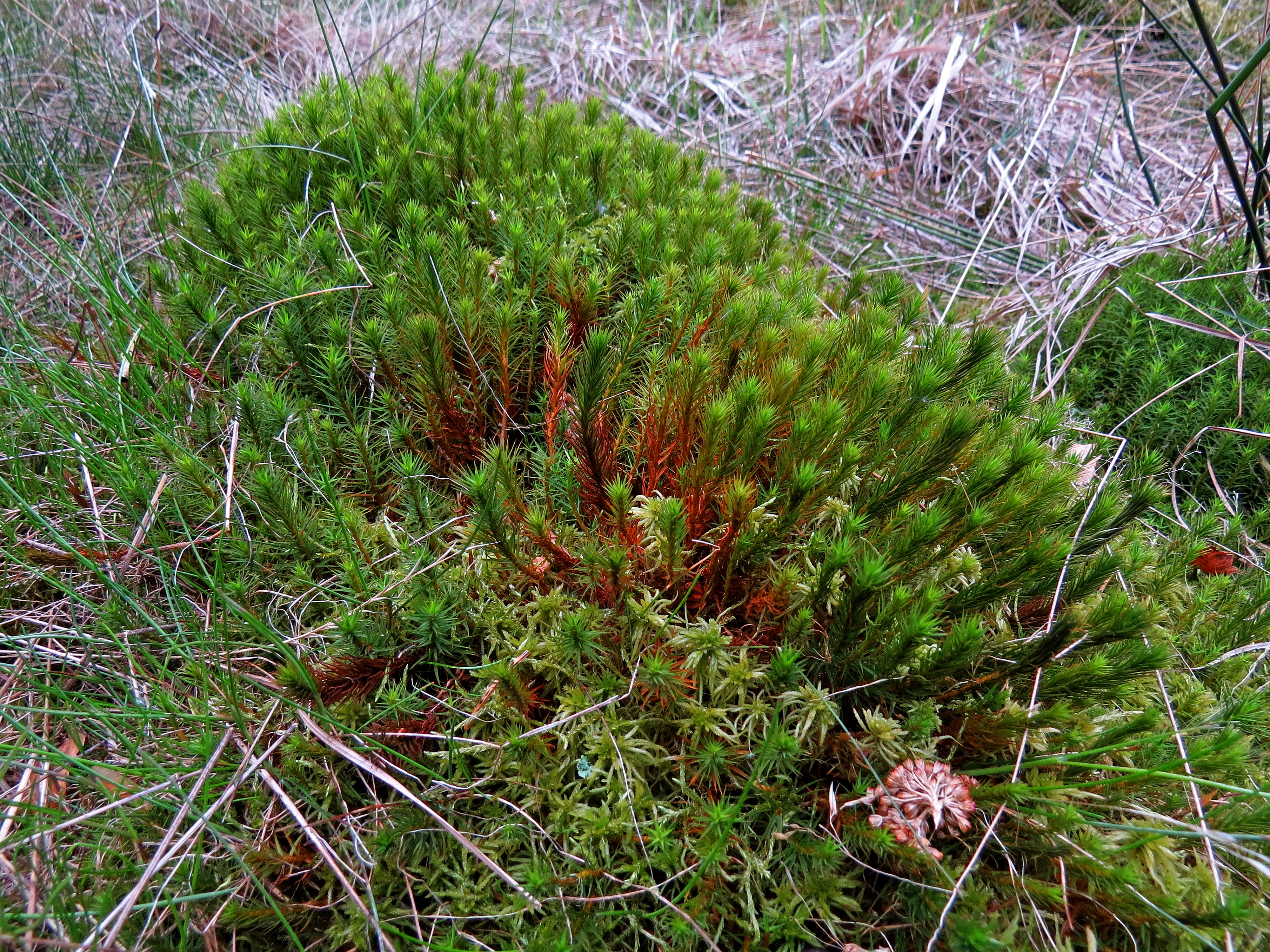
Mechy Polytrichum commune v rezervaci
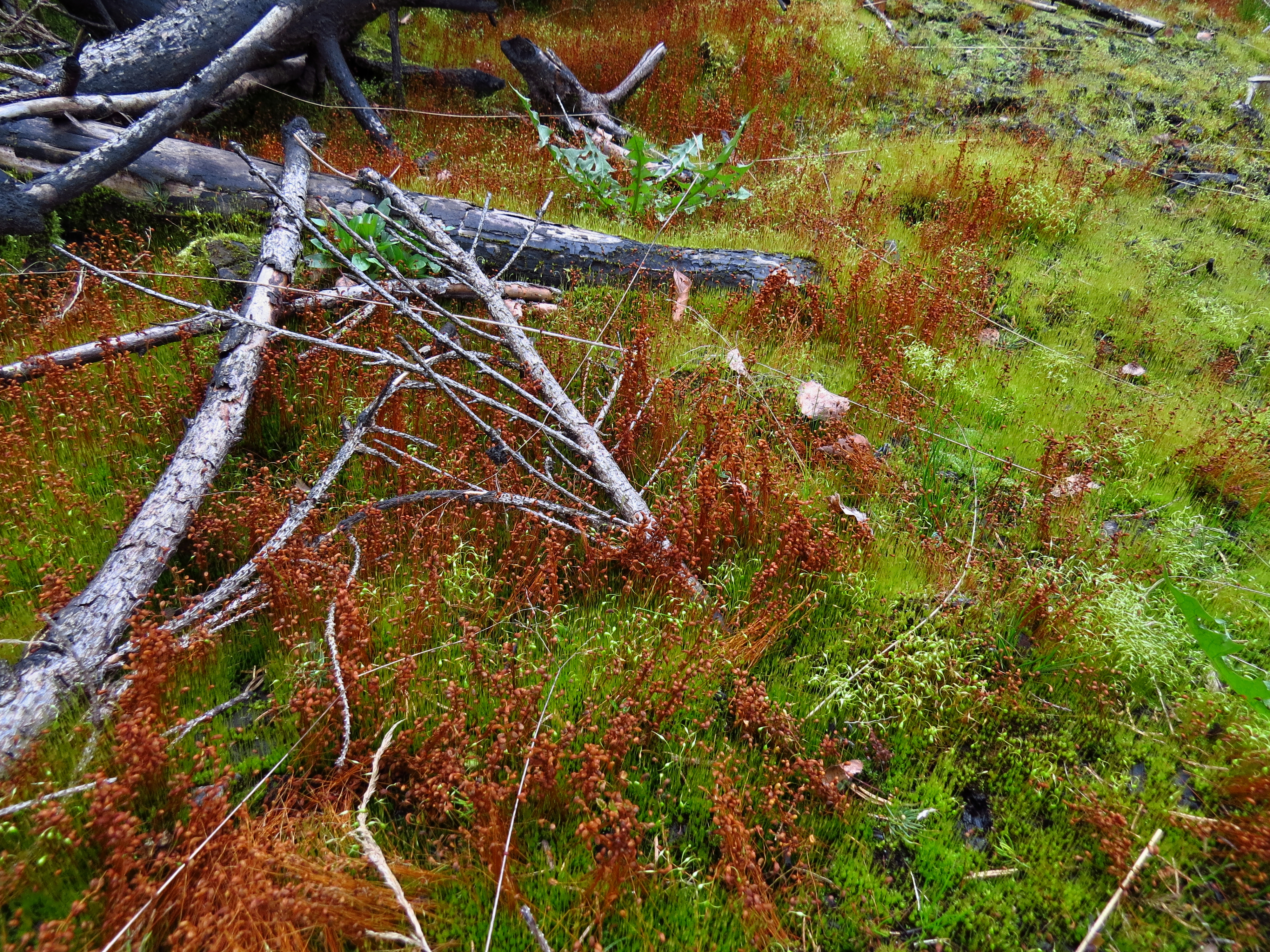
Mechy v rezervaci
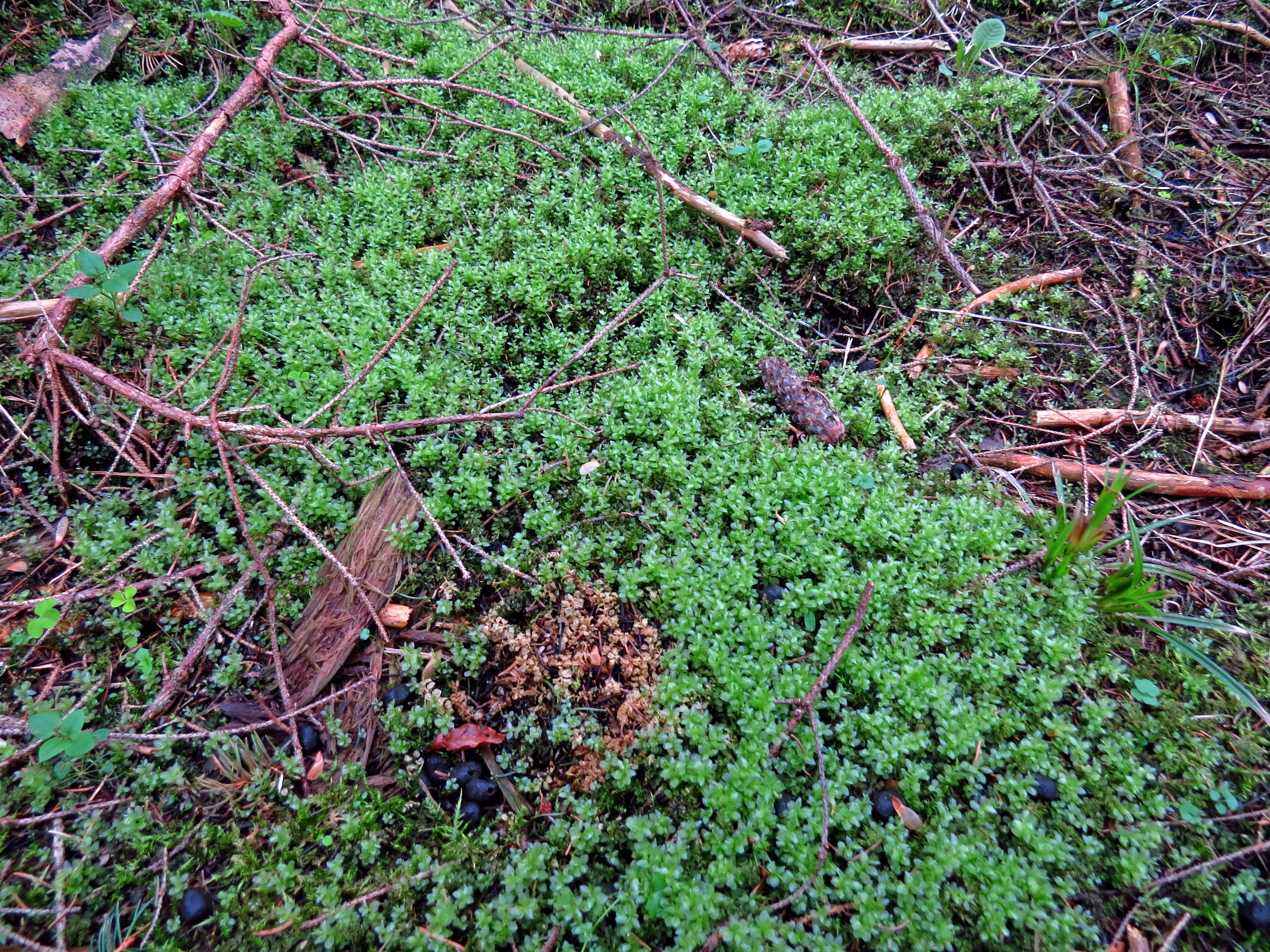
Mechy v rezervaci
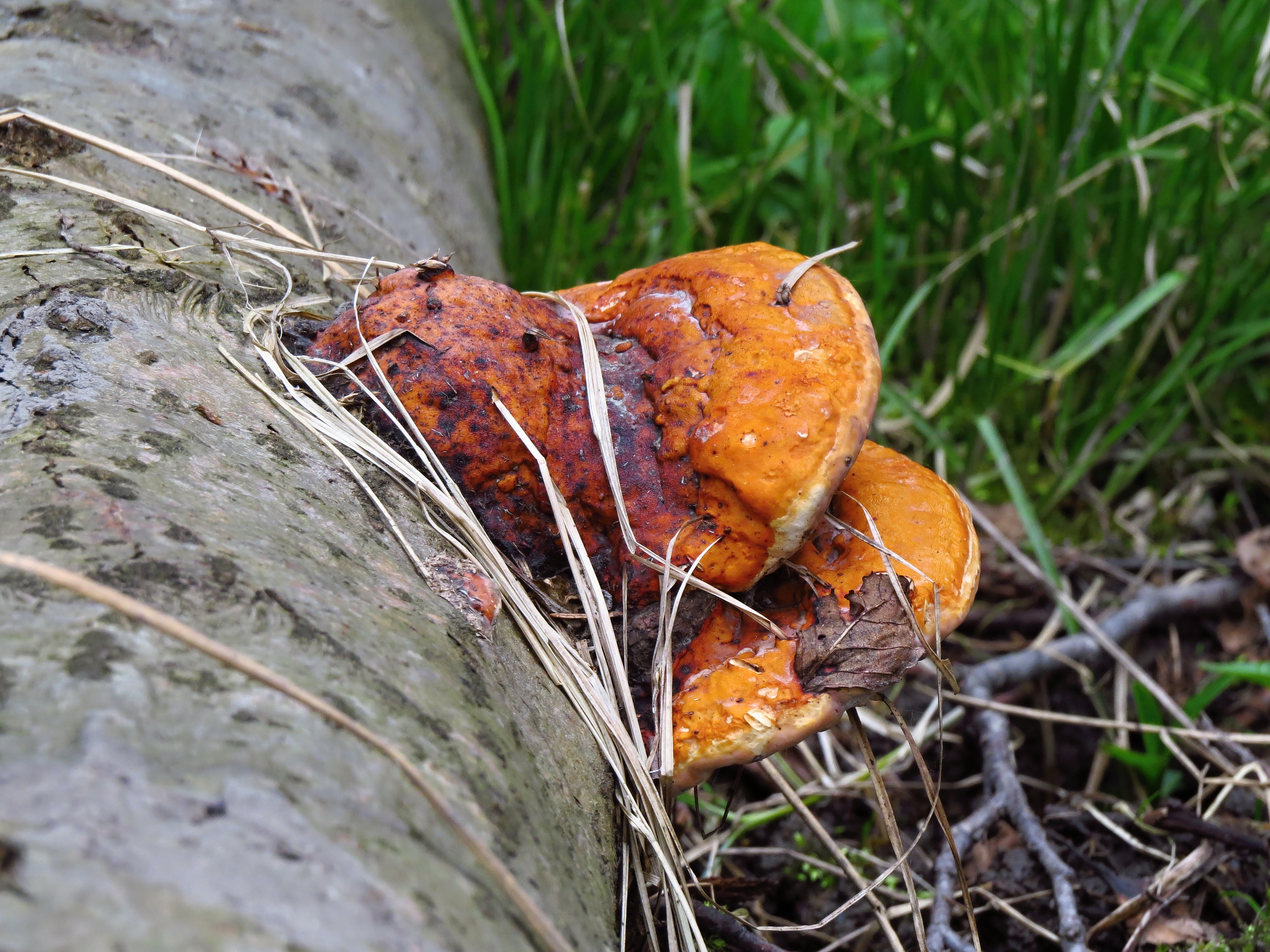
Dřevokazná houba troudnatec pásovaný